# Trópusi lombposzáta
A trópusi lombposzáta (Setophaga pitiayumi) a madarak osztályának verébalakúak (Passeriformes) rendjébe és az újvilági poszátafélék (Parulidae) családjába tartozó faj.

## Rendszerezése
A fajt Louis Pierre Vieillot francia ornitológus írta le 1817-ben, a Sylvia nembe Sylvia pitiayumi néven. Sorolták a Compsothlypis nembe Compsothlypis pitiayumi néven és a Parula nembe Parula pitiayumi néven is.

## Alfajai
- Setophaga pitiayumi alarum (Chapman, 1924)
- Setophaga pitiayumi cirrha (Wetmore, 1957)
- Setophaga pitiayumi elegans (Todd, 1912)
- Setophaga pitiayumi graysoni (Ridgway, 1887)
- Setophaga pitiayumi inornata (S. F. Baird, 1864)
- Setophaga pitiayumi insularis (Lawrence, 1871)
- Setophaga pitiayumi melanogenys (Todd, 1924)
- Setophaga pitiayumi nana (Griscom, 1927)
- Setophaga pitiayumi nigrilora (Coues, 1878)
- Setophaga pitiayumi pacifica (von Berlepsch & Taczanowski, 1884)
- Setophaga pitiayumi pitiayumi (Vieillot, 1817)
- Setophaga pitiayumi pulchra (Brewster, 1889)
- Setophaga pitiayumi roraimae (Chapman, 1929)
- Setophaga pitiayumi speciosa (Ridgway, 1902)

## Előfordulása
Észak-Amerika déli részén fészkel, telelni délre vonul, Közép-Amerikán keresztül eljut Dél-Amerikába is. A természetes élőhelye lombhullató erdők és szubtrópusi vagy trópusi síkvidéki- és hegyi esőerdők.

## Megjelenése
Testhossza 11 centiméter, testtömege 5-8 gramm.
|  |

## Életmódja
Főleg rovarokkal és más ízeltlábúakkal táplálkozik.

## Természetvédelmi helyzete
Az elterjedési területe rendkívül nagy, egyedszáma pedig növekvő. A Természetvédelmi Világszövetség Vörös listáján nem veszélyeztetett fajként szerepel.